# Piaski (gromada w powiecie grudziądzkim)
Piaski – dawna gromada, czyli najmniejsza jednostka podziału terytorialnego Polskiej Rzeczypospolitej Ludowej w latach 1954–1972.
Gromady, z gromadzkimi radami narodowymi (GRN) jako organami władzy najniższego stopnia na wsi, funkcjonowały od reformy reorganizującej administrację wiejską przeprowadzonej jesienią 1954 do momentu ich zniesienia z dniem 1 stycznia 1973, tym samym wypierając organizację gminną w latach 1954–1972.
Gromadę Piaski z siedzibą GRN w Piaskach utworzono – jako jedną z 8759 gromad na obszarze Polski – w powiecie grudziądzkim w woj. bydgoskim, na mocy uchwały nr 24/6 WRN w Bydgoszczy z dnia 5 października 1954. W skład jednostki weszły obszary dotychczasowych gromad Piaski, Pastwisko (bez przysiółka Jałowa Buda o powierzchni 21 ha), Skarszewy i Turznice ze zniesionej gminy Grudziądz w tymże powiecie. Dla gromady ustalono 17 członków gromadzkiej rady narodowej.
1 stycznia 1958 do gromady Piaski włączono wsie Węgrowo Polskie i Marusza ze zniesionej gromady Węgrowo Polskie w tymże powiecie.
1 stycznia 1969 do gromady Piaski włączono sołectwa Stary Folwark i Wiktorowo ze zniesionej gromady Okonin w tymże powiecie oraz grunty rolne o powierzchni ogólnej 114,61 ha z miasta (na prawach powiatu) Grudziądza w tymże województwie.
Gromada przetrwała do końca 1972 roku, czyli do kolejnej reformy gminnej.